# District de Chengalpattu
Le district de Chengalpattu est l'un des 38 districts du Tamil Nadu, en Inde. Son chef-lieu est Chengalpattu. Le district de Chengalpattu a été créé le 29 novembre 2019, à partir du district de Kanchipuram, dont la division avait été annoncé le 18 juillet 2019.

## Démographie
Le tamoul est la principale langue parlée dans le district.

## Administration
Le district de Chengalpattu a 3 divisions fiscales (Revenue divisions), divisés en 8 taluks.
- Division fiscale de Tambaram : taluk de Pallavaram, taluk de Tambaram et taluk de Vandalur.
- Division fiscale de Chengalpattu : taluk de Chengalpattu, taluk de Thiruporur et taluk de Tirukalukundram.
- Division fiscale de Madurantakam : taluk de Madurantakam et taluk de Cheyyur.

Les taluks de Pallavaram, Tambaram et des parties du taluk de Vandalur se trouvent dans la région métropolitaine de Madras (Chennai).